# Rosebud Yellow Robe
Rosebud Yellow Robe, Lacotawin (Rapid City, Dakota del Sud, 26 de febrer de 1907 - Nova York, 5 d'octubre de 1992) va ser una historiadora i contista d'ètnia sioux, filla del cap Chauncey Yellow Robe, que era descendent de dos famosos líders de la nació Dakota Sioux: Bou Assegut i Iron Plume.
Chauncey Yellow Robe va estudiar a Carlisle, Pensilvània, el primer internat indi, on va aprendre a parlar anglès i va ser escollit per representar els indis nord-americans al Congrés de les Nacions a l'obertura de l'Exposició Mundial de Columbia a Chicago. Es va graduar amb honors el 1895 i va entrar al servei governamental.
Rosebud fou membre de la Society of American Indians i el 1927 va rebre, juntament amb el seu pare, el president Calvin Coolidge. Fou autora de The Album of the American Indian (1969) i Tonweya and the Eagles and Other Lakota Indian Tales (1979). Es va casar amb Alfred Frantz. Van viure i treballar a la ciutat de Nova York.